# Windmühle Kätingen
Die Windmühle Kätingen in Bassum-Nordwohlde, Stühren/Kätingen 8 an der Bundesstraße 51, wurde 1864 gebaut. Heute wird das Gebäude als privates Wohnhaus genutzt.
Das Gebäude ist ein Baudenkmal in Bassum.

## Geschichte
Die Galerieholländer-Windmühle mit einem zweigeschossigen massiven Unterbau, der Galerie, dem dreigeschossigen Oberbau und der Kappe mit Flügeln und Windrose wurde 1864 (Inschrift auf Tafel) für Hermann Heinrich Bittner gebaut. 1894 erwarb die Familie Kastens die Mühle und behielt sie auch, nachdem kein Korn mehr gemahlen wurde.
1963 kaufte ein Künstlerehepaar die Mühle, das Mahlwerk wurde entfernt sowie der Turm zur Wohnmühle und zum Fotoatelier umgebaut. Ein Anbau kam dann hinzu sowie weitere historisierende Gebäude, die von ihrem Ursprungsort hierhin versetzt wurden. 1990 übernahm die Familie Heinrichs die Mühle und sanierte sie umfassend: neue Stahlflügel mit Heckleisten und ein neues Schindelkleid aus Zedernholz. 2005 wurden der Steert (Vordrehbaum) und die Schoren (Steuerbalken) sowie die Galerie erneuert.